# البطولات الأسترالاسية 1913 (كرة مضرب)
هنا قائمة بالبطولات الأسترالاسية لكرة المضرب, المعروفة الآن باسم أستراليا المفتوحة لسنة 1913:

## فردي الرجال
إنري باركر هزم  هاري باركر 2-6 6-1 6-3 6-2